# Tam sinh tam thế: Thập lý đào hoa (phim điện ảnh)
Tam sinh tam thế: Thập lý đào hoa (tên gốc tiếng Trung: 三生三世十里桃花, tên tiếng Anh: Once Upon a Time) là một bộ phim điện ảnh được chuyển thể từ cuốn tiểu thuyết Tam sinh tam thế thập lý đào hoa của nhà văn Đường Thất Công Tử. Bộ phim có sự tham gia của Lưu Diệc Phi và Dương Dương  ra mắt khán giả vào ngày 11 tháng 8 năm 2017. Được mua bản quyền phát sóng tại Việt Nam bởi truyền hình vệ tinh K+, vào tháng 11 năm 2017 trên K+1 được phát sóng với phiên bản thuyết minh Tiếng Việt

## Nội dung
Bộ phim bắt đầu khi Thanh Khâu nữ đế Bạch Thiển đã phi thăng Thượng thần, được Tứ hải Bát hoang gọi hai tiếng "cô cô". Trước kia Bạch Thiển đã được hứa hôn với Thái tử Thiên tộc Dạ Hoa, từ khi gặp Dạ Hoa ở Đông Hải thủy tinh cung, Bạch Thiển đã đem lòng yêu mến. Nhờ vào đứa con A Ly, Dạ Hoa đã chiếm được tình yêu của Bạch Thiển. Bạch Thiển nhớ ra mình từng là vợ Dạ Hoa, bị Thiên phi Tố Cẩm hại nhảy Tru Tiên Đài, liền đi đòi mắt. Kình Thương phá chuông Đông Hoàng, Dạ Hoa lấy nguyên thần tế chuông, Bạch Thiển đau đớn. Ba năm sau Dạ Hoa hồi phục nguyên thần, nối lại tình duyên với Bạch Thiển.

## Diễn viên
- Lưu Diệc Phi vai Bạch Thiển/Tư Âm/Tố Tố
- Dương Dương vai Dạ Hoa/Mặc Uyên
- Bành Tử Tô vai A Ly
- Nghiêm Khoan vai Kình Thương
- La Tấn vai Chiết Nhan
- Lý Thuần vai Tố Cẩm
- Cố Tuyền vai Huyền Nữ
- Trần Tinh Húc vai quan lễ nghi